# Antrocephalus fascicornis
Antrocephalus fascicornis is een vliesvleugelig insect uit de familie bronswespen (Chalcididae). De wetenschappelijke naam is voor het eerst geldig gepubliceerd in 1871 door Walker.